# Combat du Chêne
Guerre de Vendée et Chouannerie de 1832
Batailles
- Chanay
- Toucheneau
- Maisdon
- Le Chêne
- La Penissière
- Riaillé
- Saint-Aubin-des-Ormeaux

Le combat du Chêne se déroule le 6 juin 1832 lors de la cinquième guerre de Vendée.

## Prélude
Pendant l'insurrection légitimiste, Charles Athanase Marie de Charette de La Contrie forme une petite troupe de 300 Vendéens composée de bourgeois nantais commandés par le lieutenant de gendarmerie Laroche et de paysans de Rezé, Montbert et Geneston. Charette doit se réunir aux 150 insurgés de Saint-Philbert-de-Bouaine et Saint-Étienne-de-Mer-Morte commandés par Louis de Cornulier. Cependant ces derniers sont surpris et mis en fuite par un détachement de soldats commandés par le colonel Duvivier.
Charette gagne alors Aigrefeuille-sur-Maine, où il apprend la défaite de La Blanchetière au combat de la Hautière. Le général Dermoncourt fait ensuite mouvement pour attaquer Charette, mais il reçoit l'ordre de faire demi-tour pour aller combattre les chouans à Ancenis. Le 6 juin, Charette est rejoint par une centaine d'hommes de Legé commandés par Mornet du Temple et par quelques hommes de Clisson et Saint-Lumine-de-Clisson sous les ordres de Hyacinthe Hervouët de La Robrie, il gagne ensuite le village du Chêne.

## Déroulement
Le même jour, les Vendéens sont attaqués par deux compagnies du 44e régiment d'infanterie de ligne commandées par les capitaines Schwin et Lacroix. Les Vendéens se postent en embuscade, La Roberie à droite, Charette à gauche et la cavalerie en réserve. Les soldats orléanistes se retranchent dans le village. La compagnie Lacroix tente de prendre les Vendéens à revers, mais elle est mise en déroute, la compagnie Schwin finit également par plier sous le nombre et prend la fuite à son tour. Charette les poursuit avant de regagner le village du Chêne. Cependant, peu de temps après, quatre compagnies arrivent sur le champ de bataille et engagent les Vendéens dans leurs dos. Un nouveau combat s'engage, qui tourne cette fois au désavantage des Vendéens, qui paniquent et prennent la fuite. Des fuyards rencontrent une nouvelle compagnie de grenadiers au Pont-James où ils perdent encore des hommes.
Les pertes sont de 5 morts et 10 blessés pour les troupes orléanistes et de 34 tués pour les Vendéens. Après ce désastre, Charette licencie ses troupes.